# فالنتين شتيفان
فالنتين شتيفان (بالرومانية: Valentin Ștefan)‏ هو لاعب كرة قدم روماني في مركز الوسط، ولد في 25 يونيو 1967 في غالاتس في رومانيا. لعب مع نادي أومونيا.

## وصلات خارجية
- فالنتين شتيفان على موقع قاعدة بيانات كرة القدم.إي يو (الإنجليزية)
- فالنتين شتيفان على موقع ناشيونال فوتبول تيمز (الإنجليزية)